# Interliga 2009
InterLiga 2009 was de zesde editie van dit toernooi. Dmv dit toernooi werd bepaald welke twee Mexicaanse clubs zich kwalificeren voor de Copa Libertadores 2009.

## Speelsteden
| Stad    | Stadion           | Capaciteit |
| ------- | ----------------- | ---------- |
| Frisco  | Pizza Hut Park    | 20.500     |
| Houston | Robertson Stadium | 32.000     |
| Carson  | Home Depot Center | 27.000     |

## Groepsfase

### Groep A
| Team    | Wedstr. | W | G | V | DV | DT | DS | Ptn |
| ------- | ------- | - | - | - | -- | -- | -- | --- |
| Pachuca | 3       | 2 | 0 | 1 | 5  | 3  | 2  | 6   |
| Morelia | 3       | 1 | 1 | 1 | 4  | 2  | 2  | 4   |
| Toluca  | 3       | 1 | 1 | 1 | 2  | 2  | 1  | 4   |
| Tecos   | 3       | 1 | 0 | 2 | 1  | 6  | -5 | 3   |

|                |             |           |             |                                                                                    |
| 2 januari 2009 | Toluca      | 1–1       | Morelia     | Pizza Hut Park, Frisco, Texas Toeschouwers: 6073 Scheidsrechter: Mark Geinger (VS) |
| 2 januari 2009 | Santana 48' | (Verslag) | Salazar 39' | Pizza Hut Park, Frisco, Texas Toeschouwers: 6073 Scheidsrechter: Mark Geinger (VS) |

|                |       |           |                                              |                                                                                        |
| 2 januari 2009 | Tecos | 0–4       | Pachuca                                      | Pizza Hut Park, Frisco, Texas Toeschouwers: 6073 Scheidsrechter: Baldomero Toledo (VS) |
| 2 januari 2009 |       | (Verslag) | Benítez 15' Pérez 47' Brambila 57' Mañon 88' | Pizza Hut Park, Frisco, Texas Toeschouwers: 6073 Scheidsrechter: Baldomero Toledo (VS) |

|                |             |                      |         |                                                                                           |
| 5 januari 2009 | Tecos       | 1–0                  | Morelia | Robertson Stadium, Houston, Texas Toeschouwers: 3374 Scheidsrechter: Ricardo Salazar (VS) |
| 5 januari 2009 | Jiménez 71' | (Verslag)[dode link] |         | Robertson Stadium, Houston, Texas Toeschouwers: 3374 Scheidsrechter: Ricardo Salazar (VS) |

|                |        |             |         |                                                                                          |
| 5 januari 2009 | Toluca | 0–1         | Pachuca | Robertson Stadium, Houston, Texas Toeschouwers: 3374 Scheidsrechter: Jorge Gonzalez (VS) |
| 5 januari 2009 |        | Benítez 64' |         | Robertson Stadium, Houston, Texas Toeschouwers: 3374 Scheidsrechter: Jorge Gonzalez (VS) |

|                |                                           |                      |         |                                                                                              |
| 8 januari 2009 | Morelia                                   | 3–0                  | Pachuca | Home Depot Center, Carson, Californië Toeschouwers: 5087 Scheidsrechter: Arkadiusz Prus (vs) |
| 8 januari 2009 | Mendoza 28' Droguett 51' Wilson Tiago 69' | (Verslag)[dode link] |         | Home Depot Center, Carson, Californië Toeschouwers: 5087 Scheidsrechter: Arkadiusz Prus (vs) |

|                |                     |                      |       |                                                                                           |
| 8 januari 2009 | Toluca              | 2–0                  | Tecos | Home Depot Center, Carson, Californië Toeschouwers: 5087 Scheidsrechter: Kevin Stott (VS) |
| 8 januari 2009 | Nava 5' Santana 84' | (Verslag)[dode link] |       | Home Depot Center, Carson, Californië Toeschouwers: 5087 Scheidsrechter: Kevin Stott (VS) |

### Groep B
| Team        | Wedstr. | W | G | V | DV | DT | DS | Ptn |
| ----------- | ------- | - | - | - | -- | -- | -- | --- |
| Guadalajara | 3       | 2 | 1 | 0 | 8  | 4  | +4 | 7   |
| Atlas       | 3       | 1 | 1 | 1 | 5  | 4  | +1 | 4   |
| América     | 3       | 1 | 1 | 1 | 5  | 6  | -1 | 4   |
| Club Tigres | 3       | 0 | 1 | 2 | 3  | 7  | -4 | 1   |

|                      |             |     |       |                                                                                         |
| 3 januari 2009 20:00 | Club Tigres | 0–0 | Atlas | Robertson Stadium, Houston, Texas Toeschouwers: 30729 Scheidsrechter: Terry Vaughn (VS) |
| 3 januari 2009 20:00 | (Verslag)   |     |       | Robertson Stadium, Houston, Texas Toeschouwers: 30729 Scheidsrechter: Terry Vaughn (VS) |

|                |             |           |                |                                                                                         |
| 3 januari 2009 | Guadalajara | 1–1       | América        | Robertson Stadium, Houston, Texas Toeschouwers: 30729 Scheidsrechter: Jair Marrufo (VS) |
| 3 januari 2009 | Ponce 55'   | (Verslag) | Beausejour 36' | Robertson Stadium, Houston, Texas Toeschouwers: 30729 Scheidsrechter: Jair Marrufo (VS) |

|                |             |           |                                   |                                                                                         |
| 6 januari 2009 | Club Tigres | 1–3       | América                           | Pizza Hut Park, Frisco, Texas Toeschouwers: 17057 Scheidsrechter: Baldomero Toledo (VS) |
| 6 januari 2009 | Marino 27'  | (Verslag) | Vera 35' Cabañas 45' de Pinho 58' | Pizza Hut Park, Frisco, Texas Toeschouwers: 17057 Scheidsrechter: Baldomero Toledo (VS) |

|                |                                  |           |             |                                                                                     |
| 6 januari 2009 | Guadalajara                      | 3–1       | Atlas       | Pizza Hut Park, Frisco, Texas Toeschouwers: 17057 Scheidsrechter: Terry Vaughn (VS) |
| 6 januari 2009 | Morales 20' (pen.) Ochoa 78' 83' | (Verslag) | Marioni 74' | Pizza Hut Park, Frisco, Texas Toeschouwers: 17057 Scheidsrechter: Terry Vaughn (VS) |

|                |                                                   |           |            |                                                                   |
| 9 januari 2009 | Atlas                                             | 4–1       | América    | Home Depot Center, Carson, Californië Scheidsrechter: Mark Geiger |
| 9 januari 2009 | Vargas 18' Marioni 35' Pacheco 66' Achucarro 90+' | (Verslag) | Chitiva 4' | Home Depot Center, Carson, Californië Scheidsrechter: Mark Geiger |

|                |                      |           |                                   |                                                                       |
| 9 januari 2009 | Club Tigres          | 2–4       | Guadalajara                       | Home Depot Center, Carson, Californië Scheidsrechter: Ricardo Salazar |
| 9 januari 2009 | Lobos 33' Bogado 89' | (Verslag) | Ochoa 3' 62' Ávila 22' Medina 45' | Home Depot Center, Carson, Californië Scheidsrechter: Ricardo Salazar |

## Finale
|                       |                             |           |                                           |                                                                                         |
| 11 januari 2009 19:00 | Morelia                     | 3–3       | Guadalajara                               | Home Depot Center, Carson, Californië Toeschouwers: 27.000 Scheidsrechter: Jair Marrufo |
| 11 januari 2009 19:00 | Benitez 14' 17' Giménez 34' | (Verslag) | Vargas 49' López 71' (e.d.) Achucarro 88' | Home Depot Center, Carson, Californië Toeschouwers: 27.000 Scheidsrechter: Jair Marrufo |

| |      | strafschoppen                                                                                                |  |
| López B. Pérez Aguilar Rodríguez Muñoz Caballero Álvarez I. Pérez Torres Calero López B. Pérez Aguilar | 10–9 | Pacheco Robles Achucarro Gutiérrez Marioni Torres L. Ayala Fuentes Chávez Hernández Pacheco Robles Achucarro |  |

|                       |         |     |             |                                                                                             |
| 11 januari 2009 21:30 | Pachuca | 1–1 | Club Tigres | Home Depot Center, Carson, Californië Toeschouwers: 27.000 Scheidsrechter: Baldomero Toledo |
| 11 januari 2009 21:30 |         |     |             | Home Depot Center, Carson, Californië Toeschouwers: 27.000 Scheidsrechter: Baldomero Toledo |

|                             |     | strafschoppen                       |  |
| Ochoa Fabián Reynoso Pineda | 4–2 | Wilson Tiago Cabrera Rojas Droguett |  |